# 玉敷神社

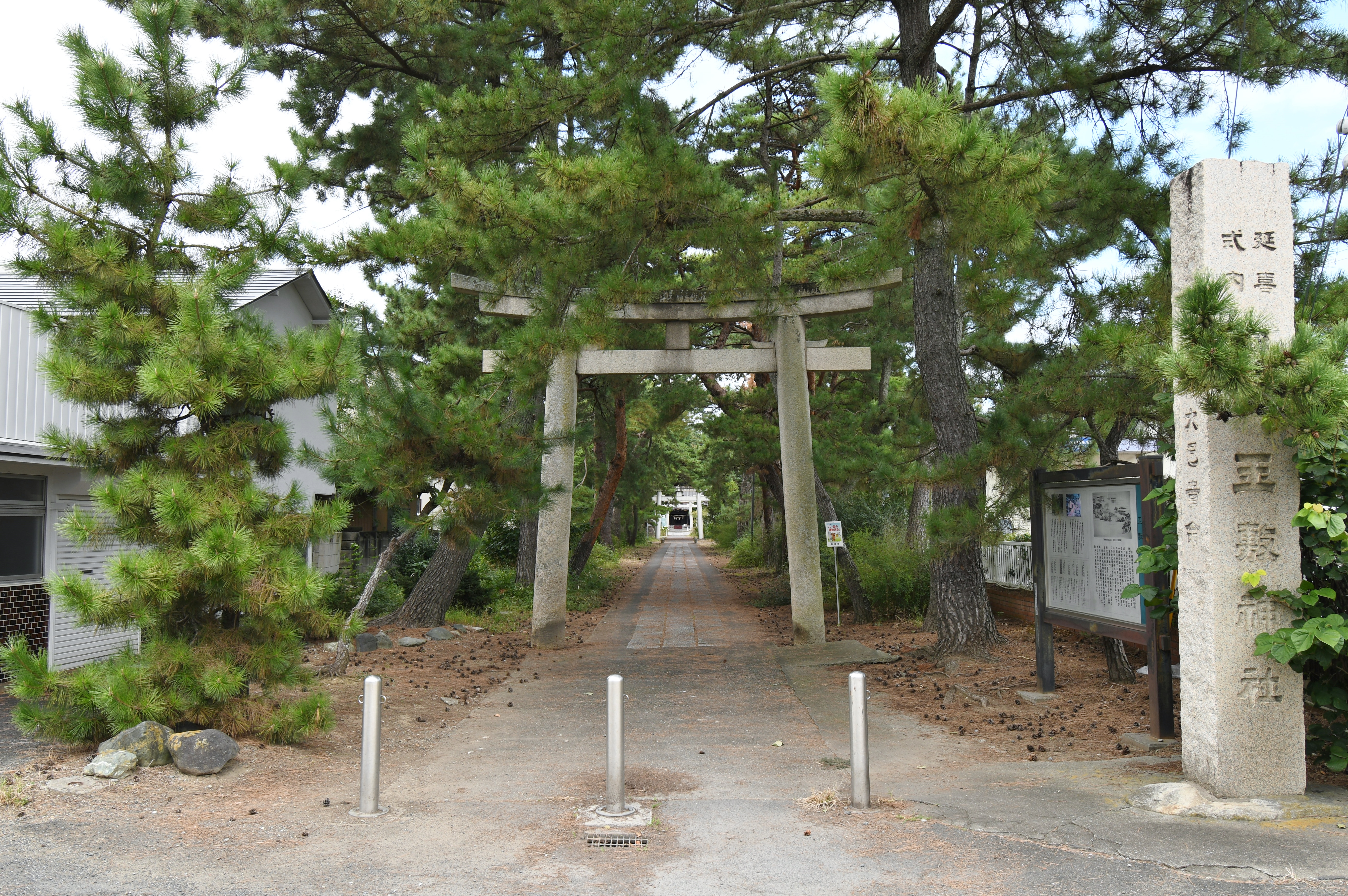
一の鳥居

玉敷神社（たましきじんじゃ）は、埼玉県加須市騎西にある神社。式内社で、旧社格は県社。元荒川流域に分布する久伊豆神社の総本社的存在の神社である。

## 祭神
- 大己貴命

## 歴史
社伝によれば、大宝3年（703年）、東山道鎮撫使・多次比真人三宅磨によって創建された。一説には、成務天皇6年、武蔵国造・兄多毛比命の創建ともいう。延喜式神名帳では「武蔵国埼玉郡 玉敷神社」と記載され、小社に列格している。
元は現在地の北方の埼玉郡正能村（現：加須市正能）に鎮座していた。天正2年（1574年）、上杉謙信が武蔵に出兵した際に兵火にかかり、社殿を焼失した。このとき古文書・社宝等も焼失したため、それ以前の歴史については不詳である。江戸時代に埼玉郡根古屋村（現：加須市根古屋）の騎西城大手門前に再建された後、寛永4年（1627年）ごろに現在地に遷座した。
江戸時代までは「久伊豆大明神」とも称されており、埼玉郡の総鎮守として尊崇されていた。

## 境内

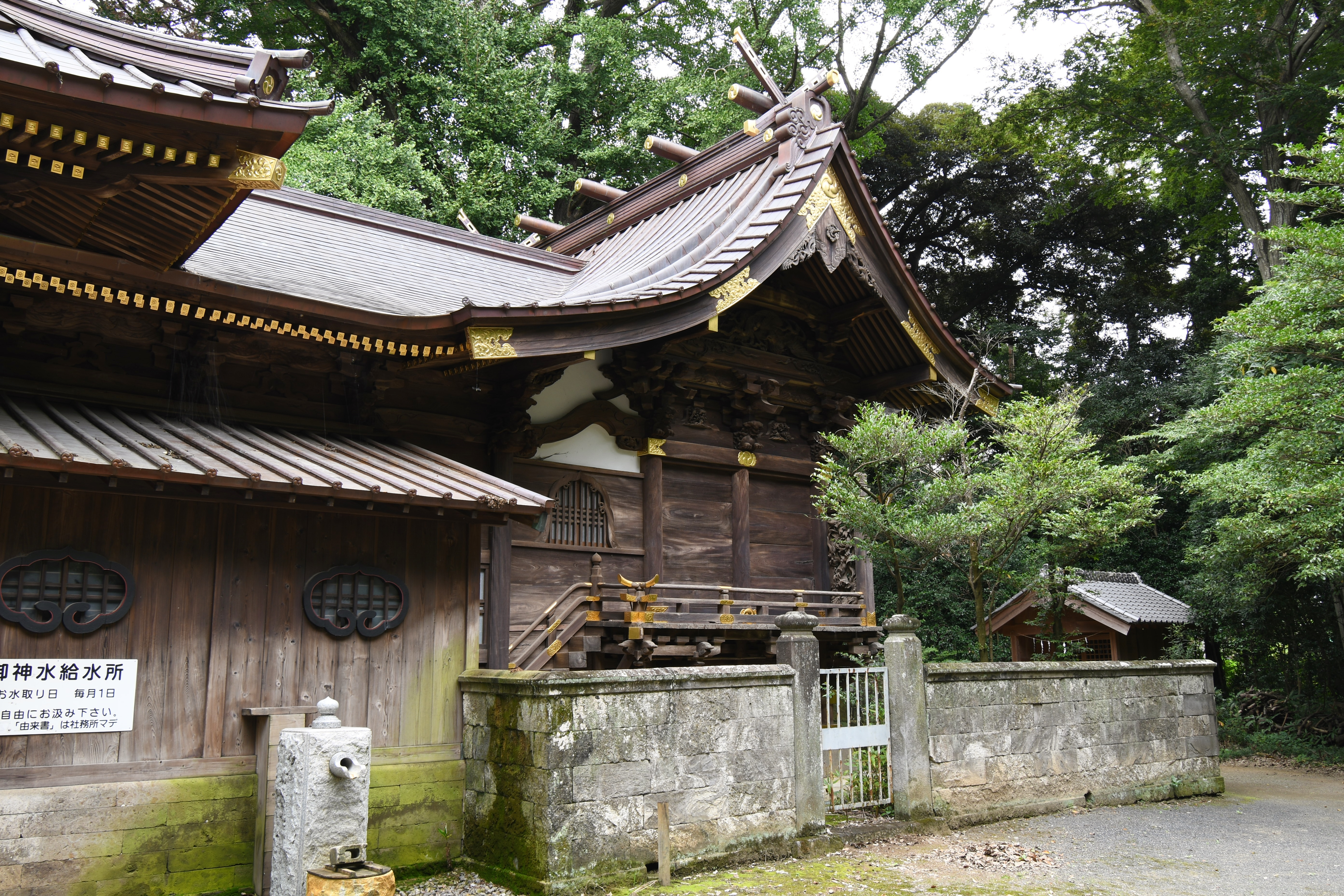
本殿
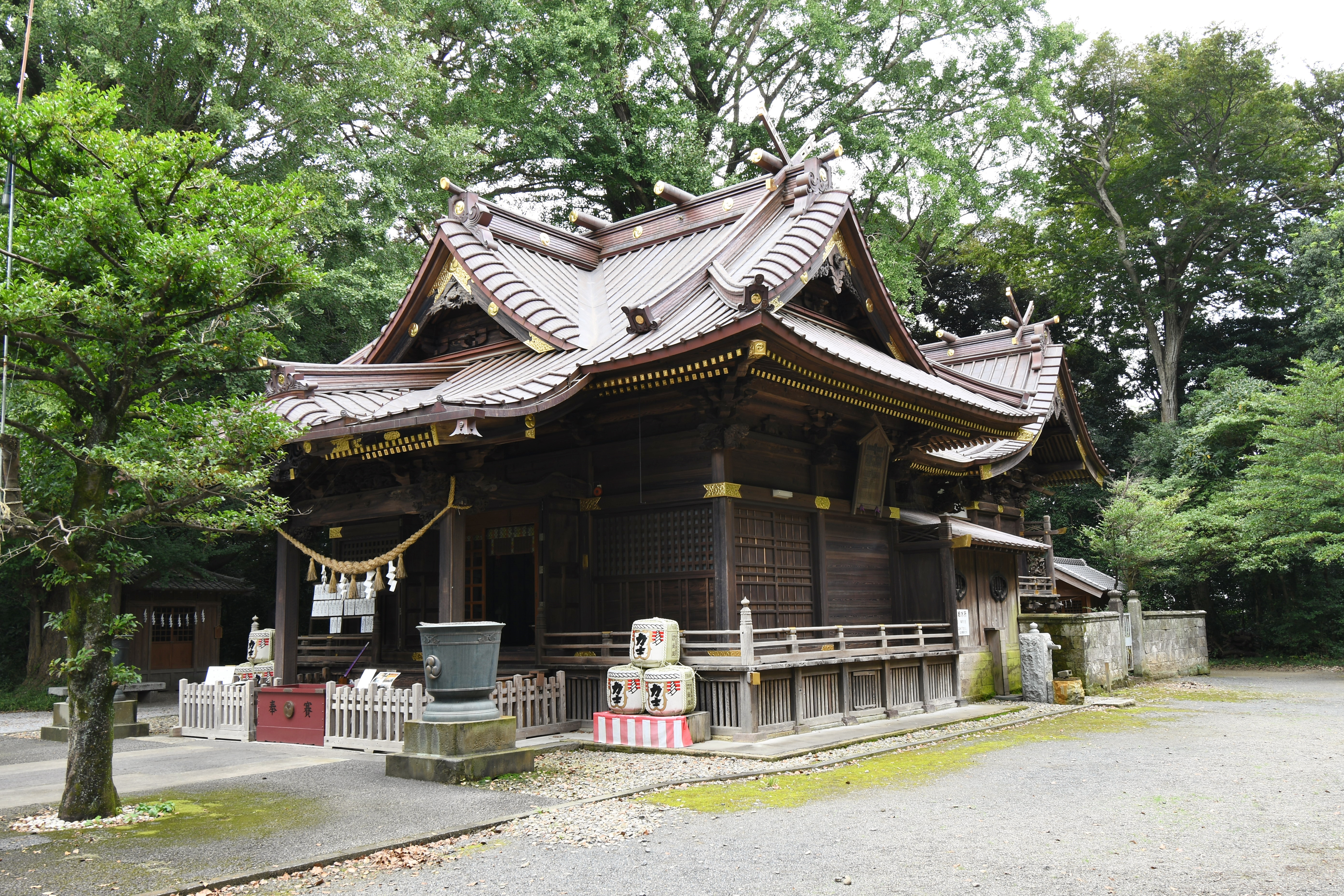
拝殿
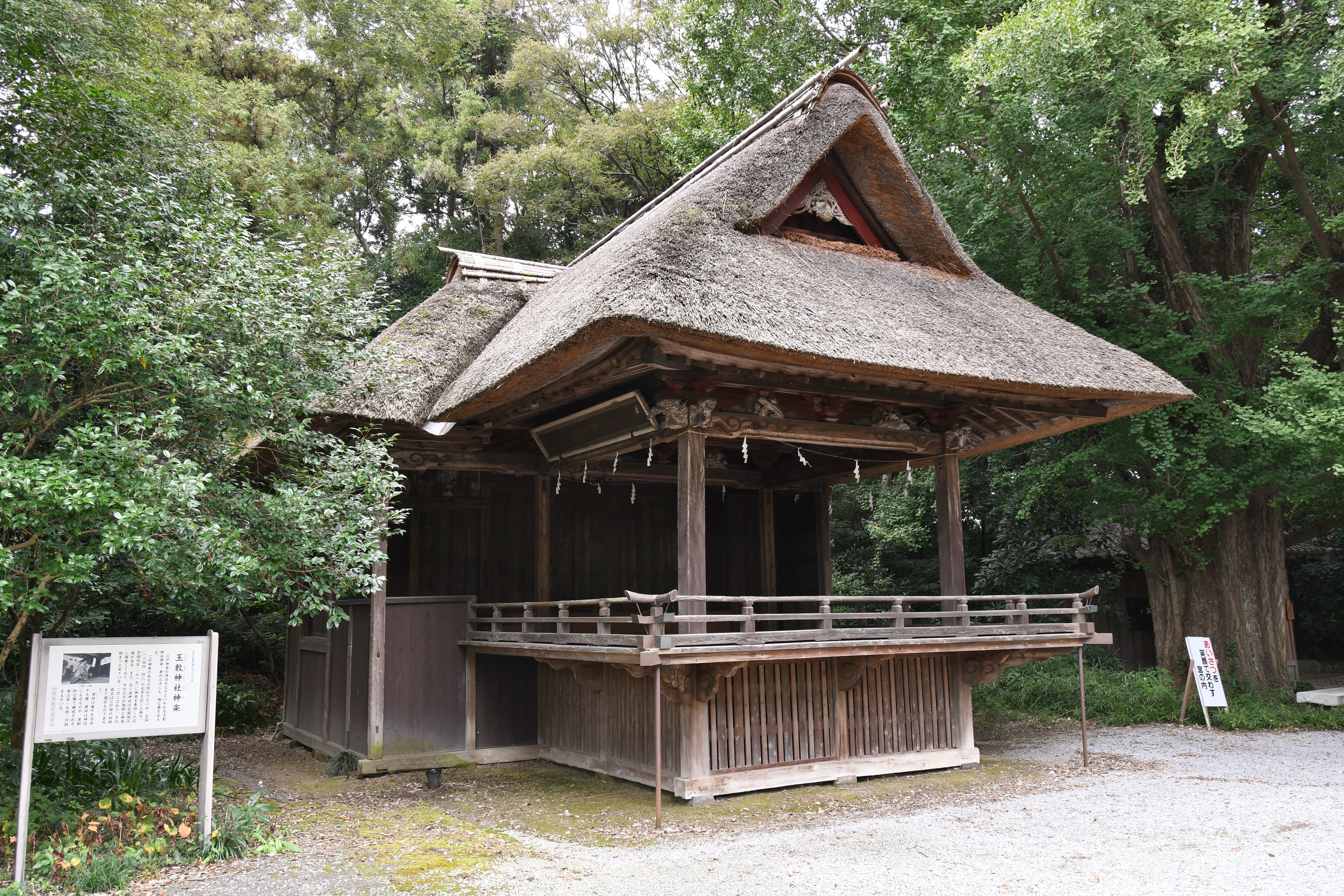
神楽殿（加須市指定文化財）
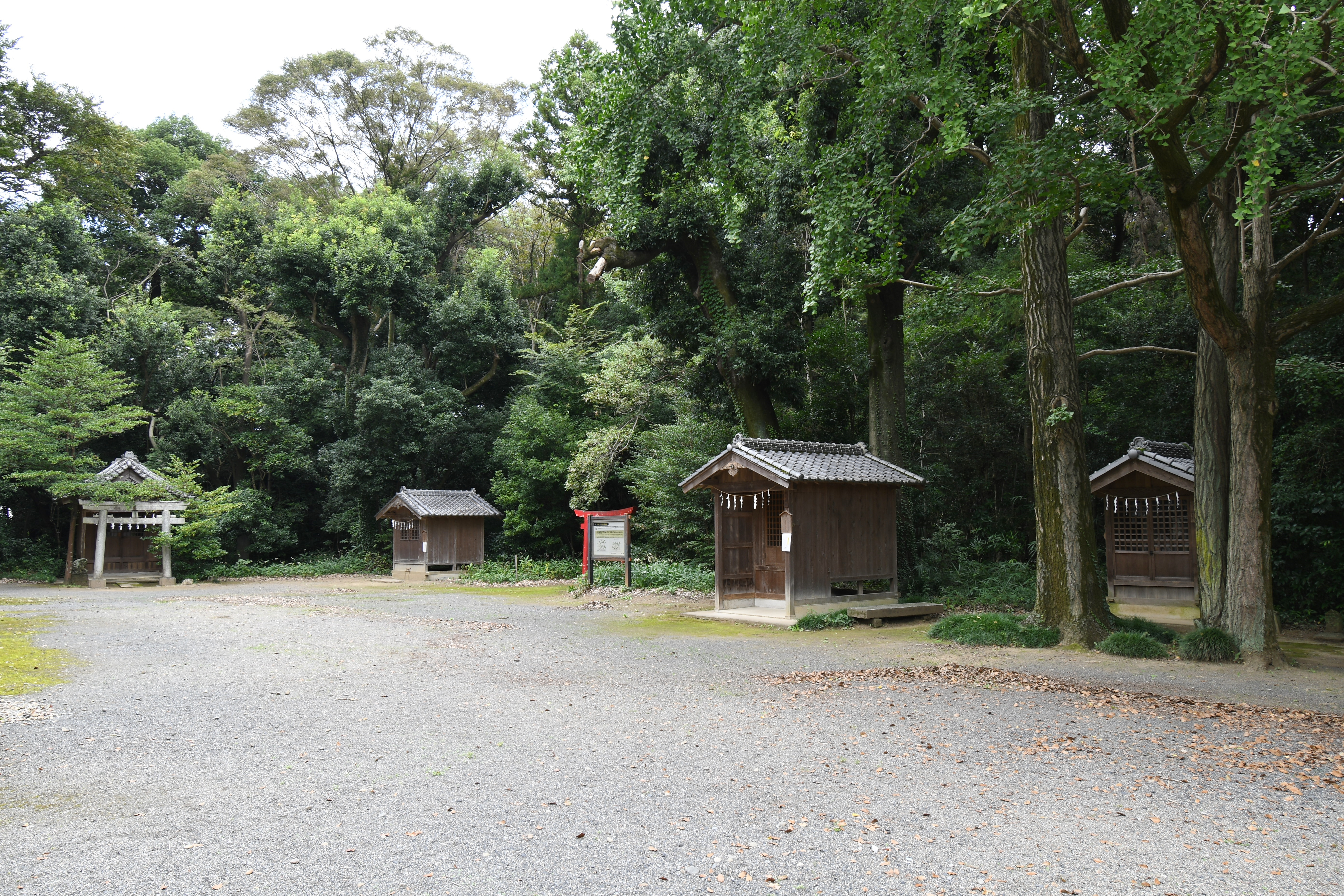
境内社（左端に摂社宮目神社）
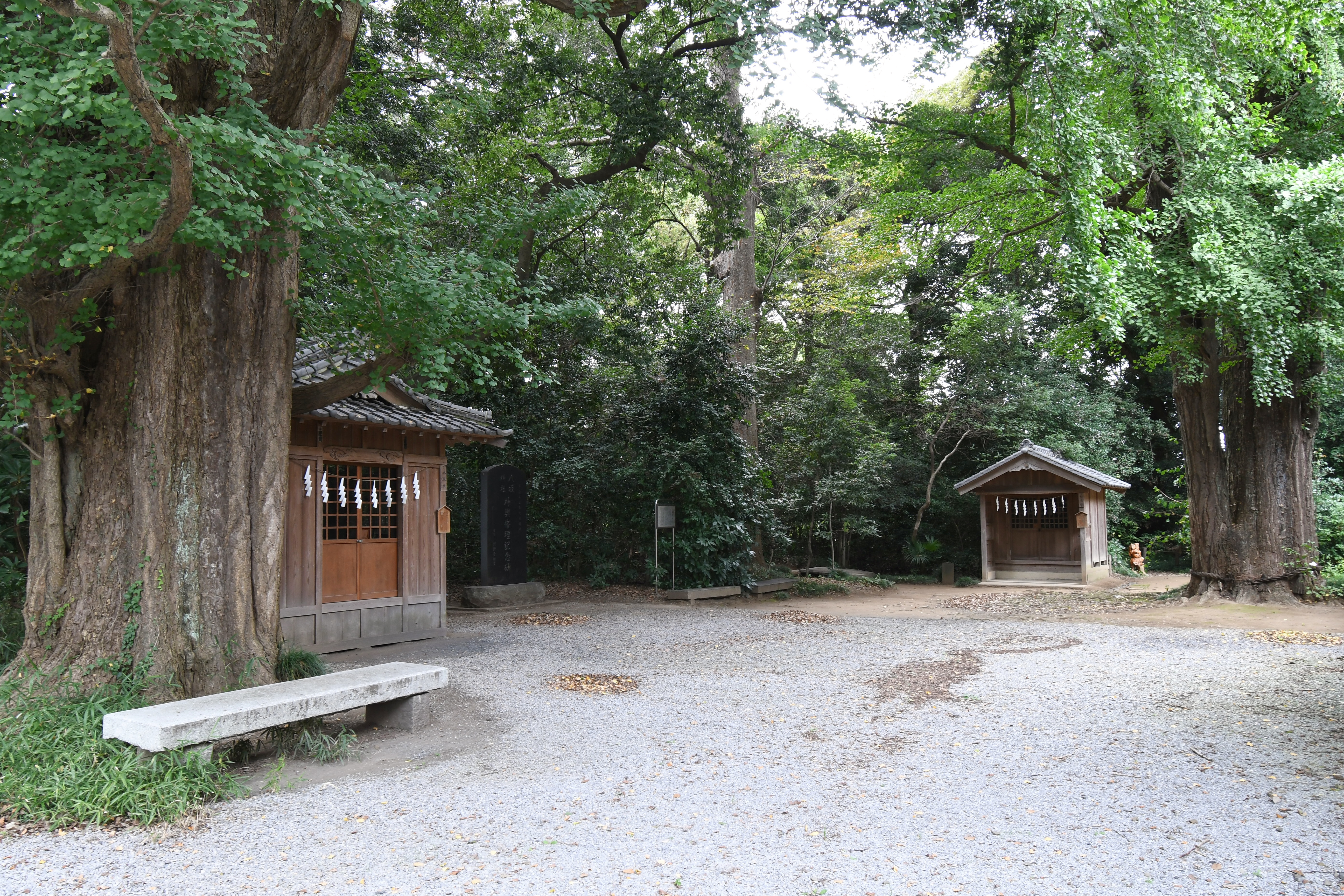
境内社
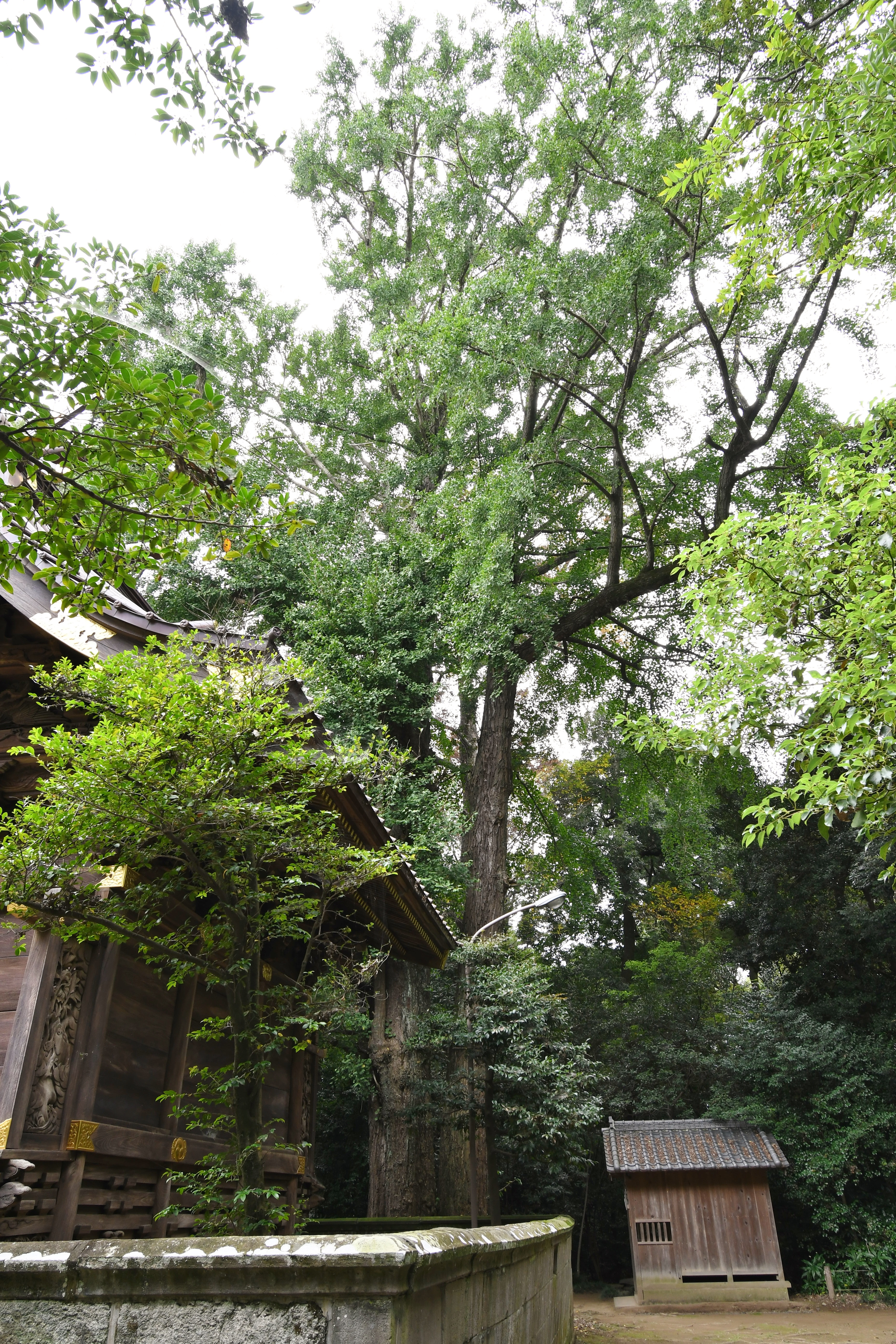
イチョウ（本殿脇、加須市指定天然記念物）
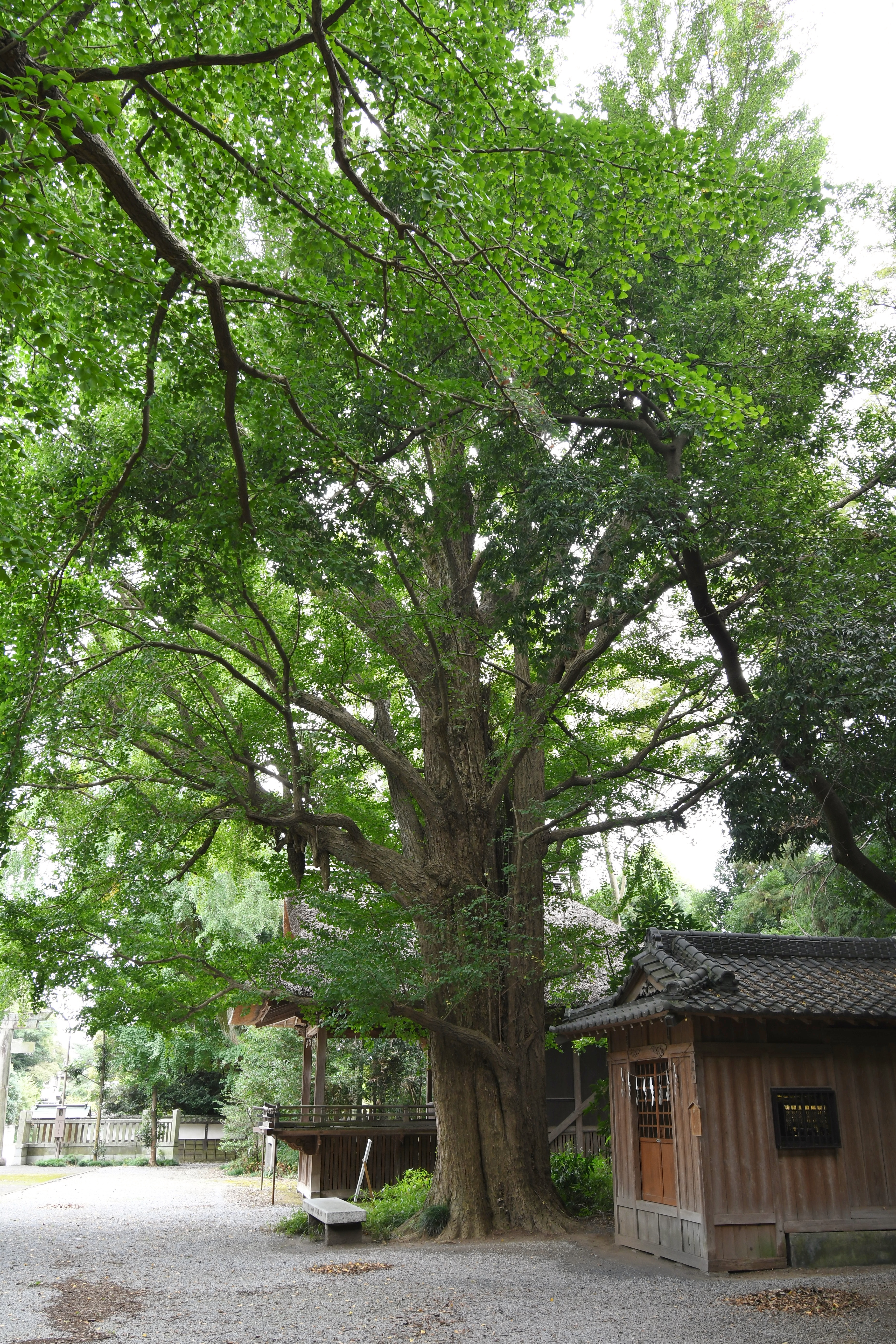
イチョウ（神楽殿脇、加須市指定天然記念物）
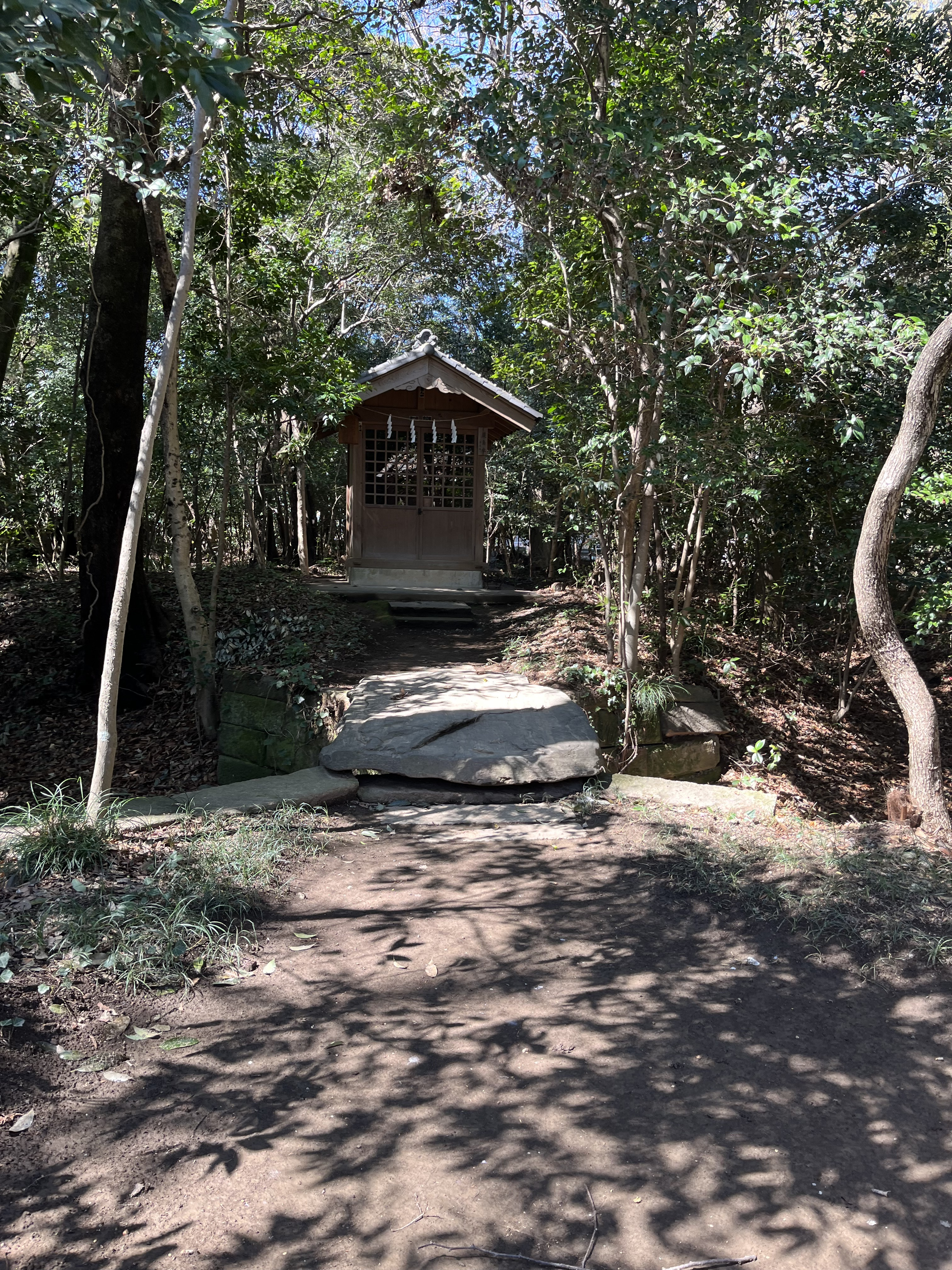
厳島社への石橋
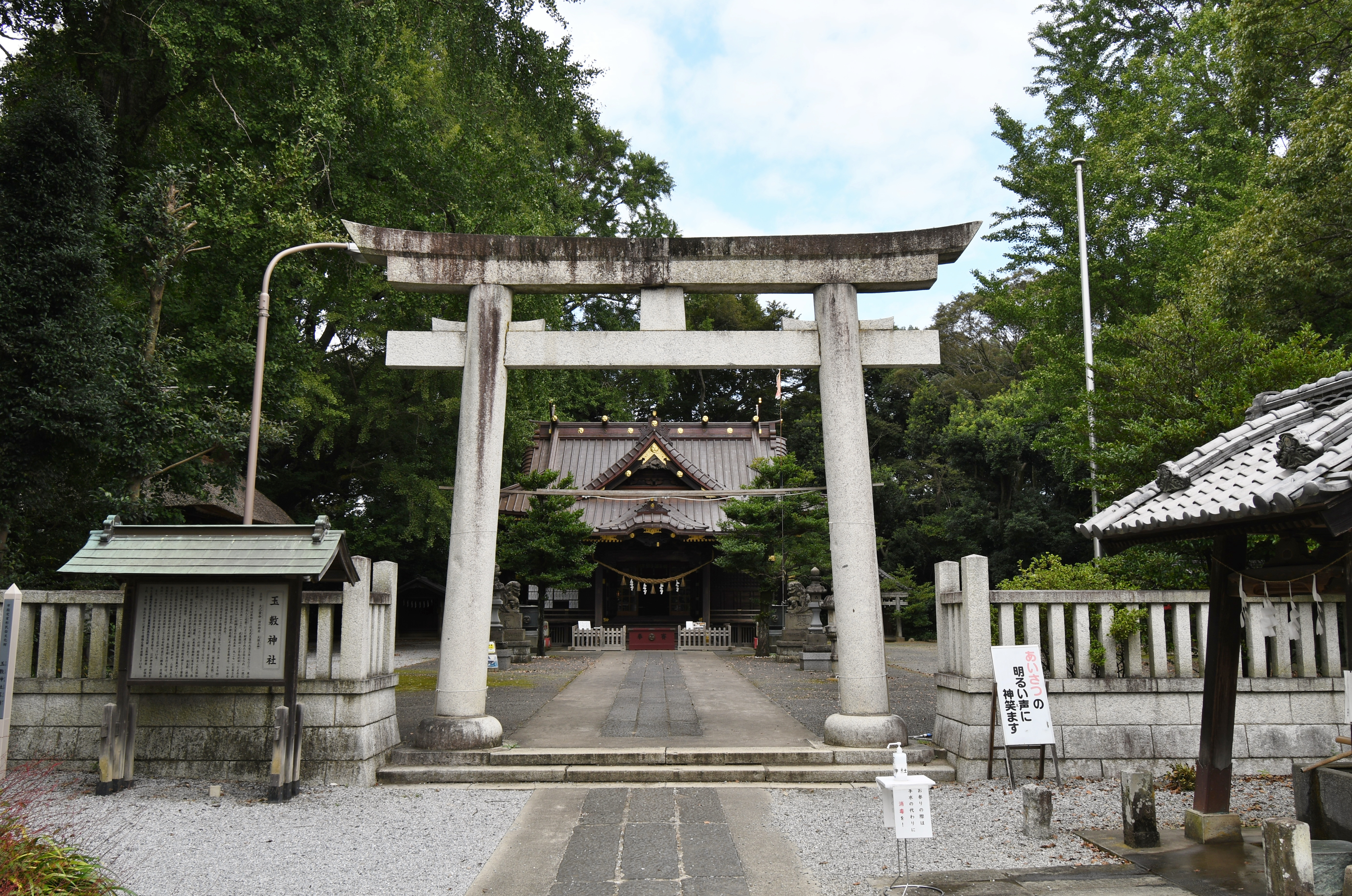
鳥居

## 主な祭事
- 1月1日
  - 元旦祭
  - 歳旦祭
- 2月1日
  - 初春祭・神楽奉奏・だるま市
  - 毎年この日にはだるまが販売され、奉納の舞も見ることができる[1]。
- 2月 節分祭・豆まき・厄除け祈願
- 4月下旬 お馬くぐり
  - お馬くぐりとは、戦前では麻疹が流行した際、子供が麻疹にかかり、重症になることを防ぐために2頭の馬の腹下をくぐるものである。戦後になると、麻疹は流行しなくなったためこの行事は見られなくなった。しかし戦後は、子供の健康や成長を願うものとして復活した[2]。
  - 神馬像は1785年(天明5年)3月吉日の銘があるもの、1881年(明治14年)に奉納されたものの2頭ある[3]。
- 5月5日 春季大祭・神楽奉奏・藤祭り
- 6月最終日曜 茅の輪くぐり
- 7月15日 夏季祭・神楽奉奏
- 12月1日 例大祭・神楽奉奏
- 1月〜11月の間 お獅子様
- 「おしっさま」と呼ばれることもある、玉敷神社独特のお祓い行事及び神宝である[4]。 玉敷神社の神宝であるお獅子様は、五穀豊穣、家内安全の祈祷のため各地に貸し出されていて、猿田彦の面とご神宝・剣の３つで１組になっている[5]。一般的な祀り方の例として、迎えたお獅子様をそれぞれ地元の神社の前に安置し、お祀りしたあとに行事が村回りをしてお祓いをするものがある[5]。このような信仰を行う地域は主に県の北東部を流れる元荒川流域の市町村に広がり、群馬県の玉村町や板倉町まで及んでいる[6]。  祈祷の目的は季節によって異なり、春は災害除けと豊作、秋は無病息災を願って行われる[7]。
- お水取り 毎月1日 7:00-16:00
  - 自然の地下水であり、江戸初期から薬効のある霊水とされている[8]。

## 文化財

### 重要無形民俗文化財（国指定）
- 玉敷神社神楽 - 奉納は2月1日の初春祭、5月5日の春季大祭、7月15日の夏季祭、12月1日の例大祭に行われる[9]。本殿に向かって左手に位置する神楽殿で奉奏する[10]。正能地区の氏子が父子相伝で代々伝承してきた[11]。現在は、保存会を組織して継承している[12]。 2008年（平成20年）3月13日指定[13]。

### 埼玉県指定文化財
- 有形文化財

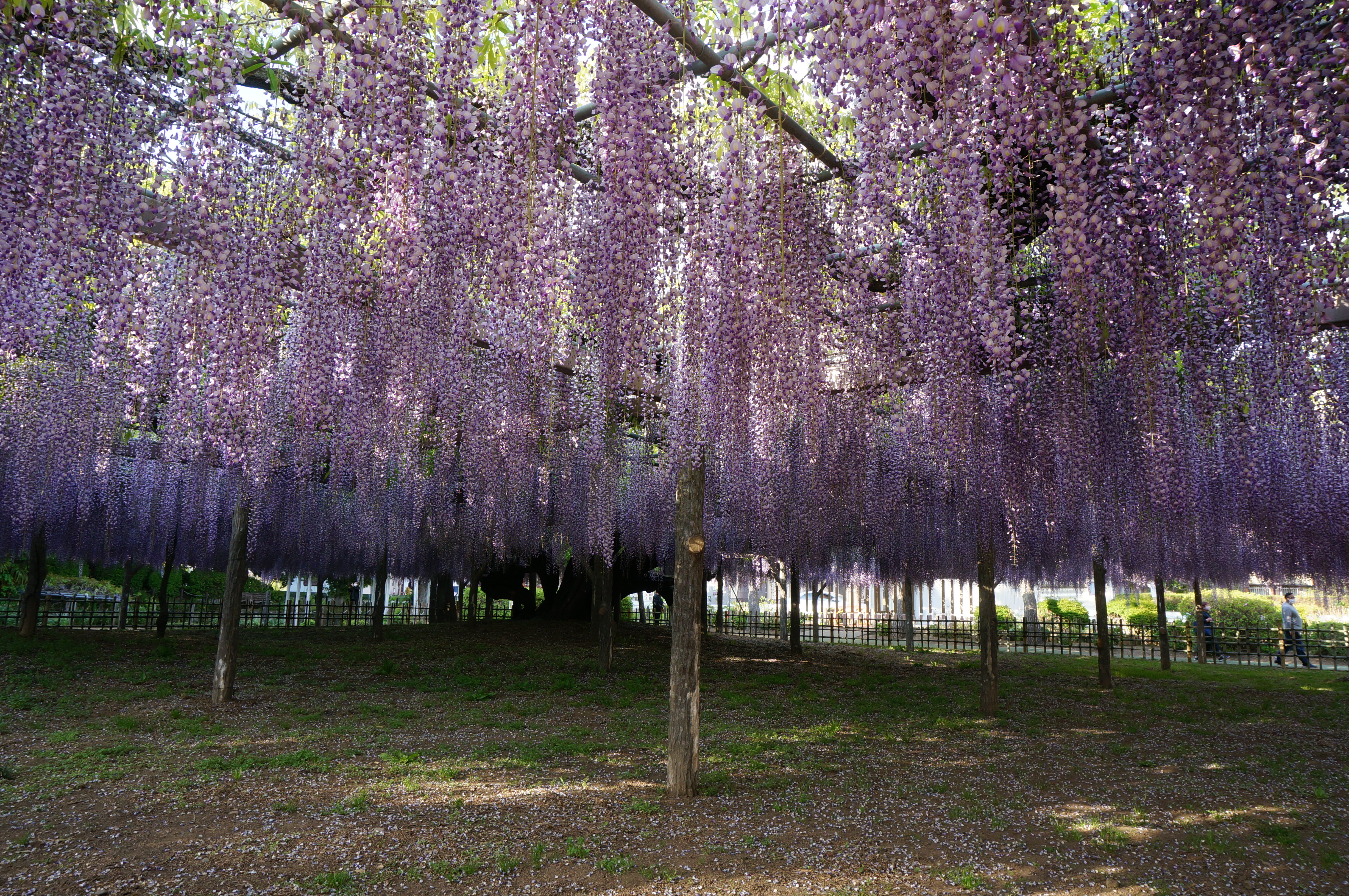
玉敷神社のフジ（玉敷公園内）

  - 刺繍三十番神像 - 2019年（平成31年）2月22日指定。
- 天然記念物
  - 玉敷神社のフジ - 樹齢約400年と推定される。境内の東側に隣接する玉敷神社神苑（現在の玉敷公園）に所在する。1933年（昭和8年）に現在の場所に移植された[14][15]。旧・騎西町のシンボルとして開花時期は見物客で賑わう。2002年（平成14年）3月22日指定。

### 加須市指定文化財
- 有形文化財
  - 玉敷神社神楽殿 - 1992年（平成4年）3月16日指定。
  - 玉敷神社文書 - 1992年（平成4年）3月16日指定。
- 有形民俗文化財
  - 玉敷神社算額 - 幾何学問題を額や絵馬に記したものを算額といい、玉敷神社のものには15問記載されている[16]。1980年（昭和55年）9月30日指定。
  - 神楽講の大絵馬 - 1848年（弘化5年）に奉納された幅180cm×縦151cmの絵馬。神社へ献饌（けんせん）している、神楽を始める前の様子を描いたもので、当時から色落ちすることなく残っている[17]。1988年（昭和63年）3月31日指定。

- 天然記念物
  - 玉敷神社のいちょう - 1988年（昭和63年）3月31日指定。